# Fernandocrambus radicellus
Fernandocrambus radicellus là một loài bướm đêm trong họ Crambidae.